# Međugorje
Međugorje (AFI: ['mɛdʑu,ɡɔːrjɛ], pronunciado /méyugorie/) es un pueblo de la parte suroccidental de Bosnia y Herzegovina, en el cantón de Herzegovina-Neretva, situado a 165 m s. n. m. y a unos 25 km al suroeste de Mostar y cerca de la frontera con Croacia. Posee una población aproximada de cuatro mil habitantes, de etnia croata en su mayoría, y un clima mediterráneo suave.

## Religión

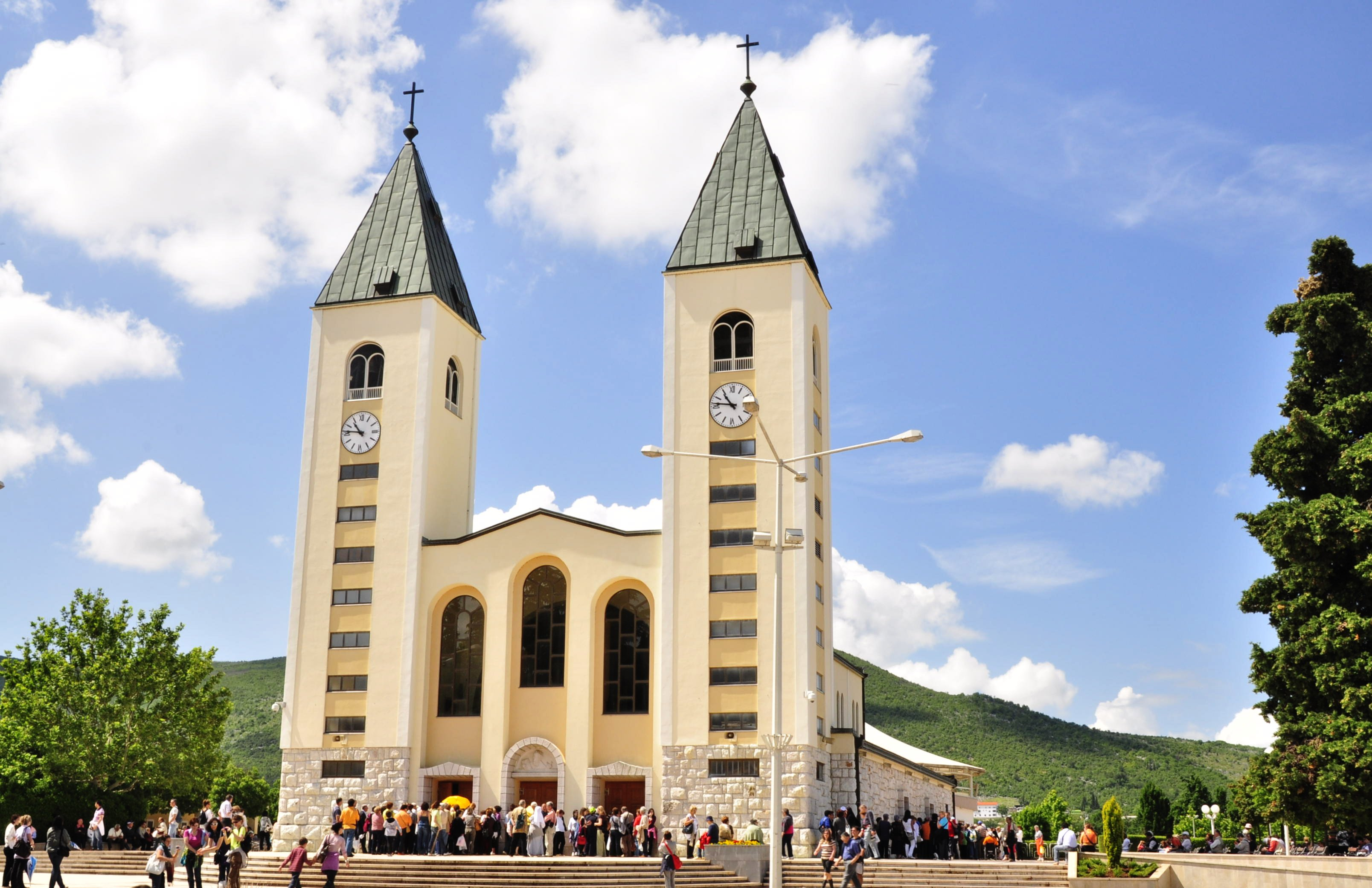
Parroquia de Santiago Apóstol de Međugorje (en Bosnia y Herzegovina)

En esta localidad, la Virgen María, bajo la advocación de la Reina de la Paz, se habría aparecido diariamente desde el 24 de junio de 1981 a 6 jóvenes croatas.
Medjugorje posee dos grandes colinas: el monte Križevac y el monte Podbrdo, denominado hoy «Colina de las Apariciones», fue el lugar de las primeras supuestas apariciones marianas. 
El 15 de marzo de 1934, en conmemoración de los 1900 años de la muerte de Jesús, los parroquianos construyeron en el monte Križevac (en croata 'colina de la cruz') una gran cruz de hormigón armado de 8,5 metros de altura. En ella fueron grabadas las siguientes palabras: «A Jesucristo, redentor de la humanidad, como signo de nuestra fe, de nuestro amor y de nuestra esperanza, y en memoria del 1900 aniversario de la pasión de Jesús».
Desde 1989, en la primera semana de agosto en Medugorje, se celebra el Mladifest, un encuentro de oración internacional para jóvenes. En su primera edición, convocó alrededor de un millar de jóvenes y, desde entonces, el número de participantes ha ido creciendo cada año hasta convertirse en un gran evento. Actualmente se estima que este festival congrega entre cincuenta mil y ochenta mil jóvenes de todo el mundo.

## Galería fotográfica

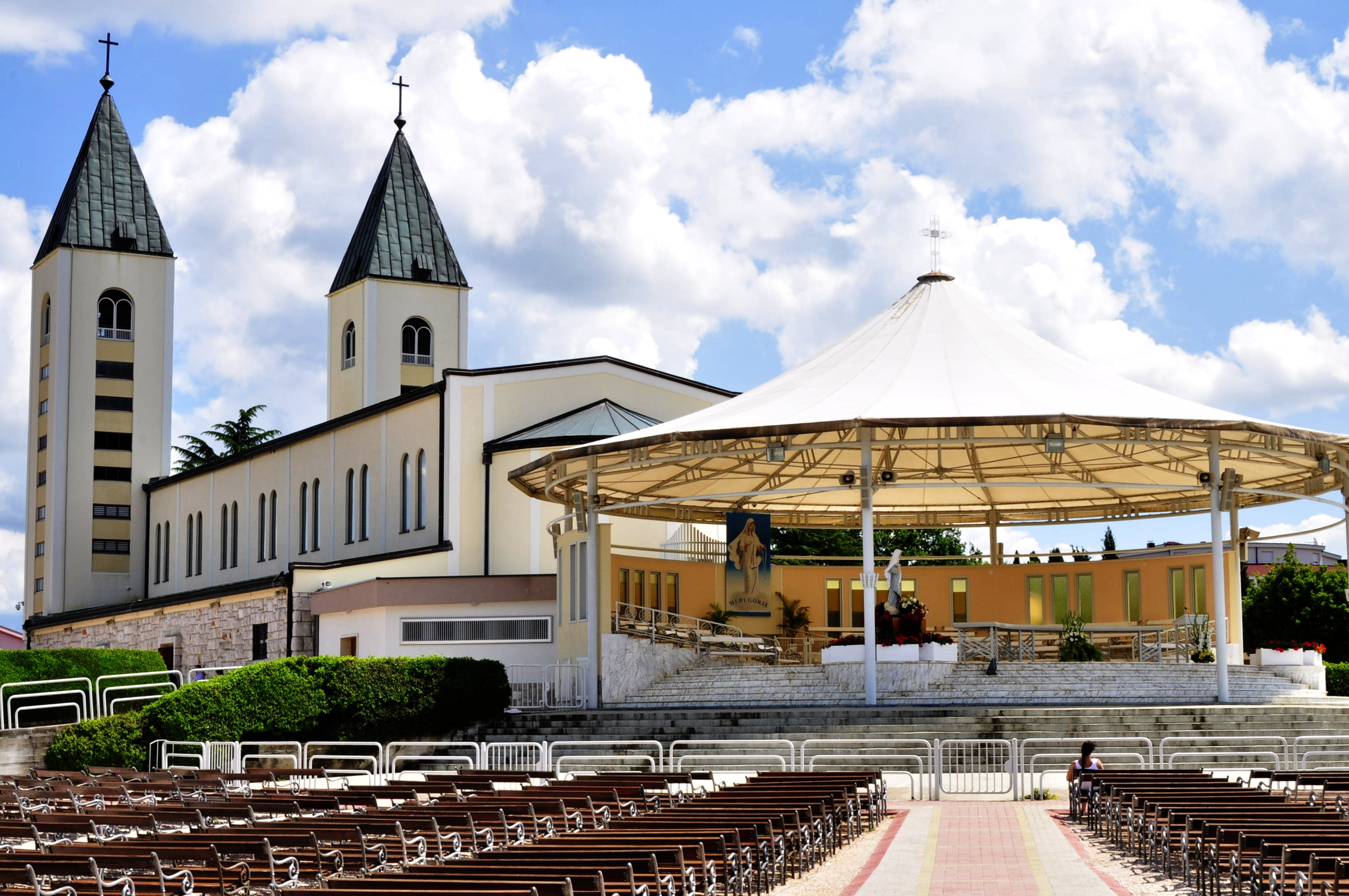
Iglesia parroquial de Santiago Apóstol de Međugorje
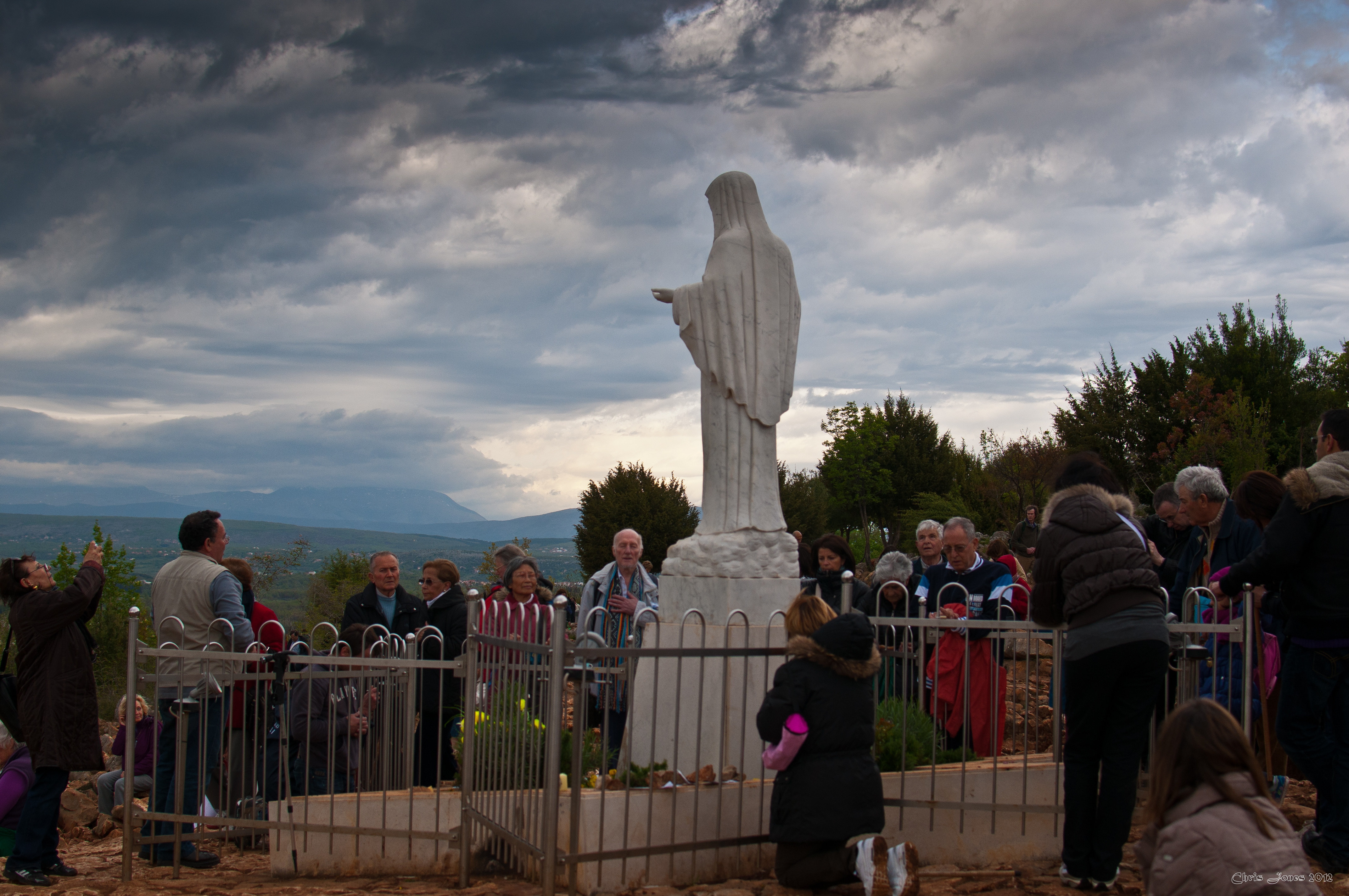
El monte Podbrdo (colina de las apariciones)
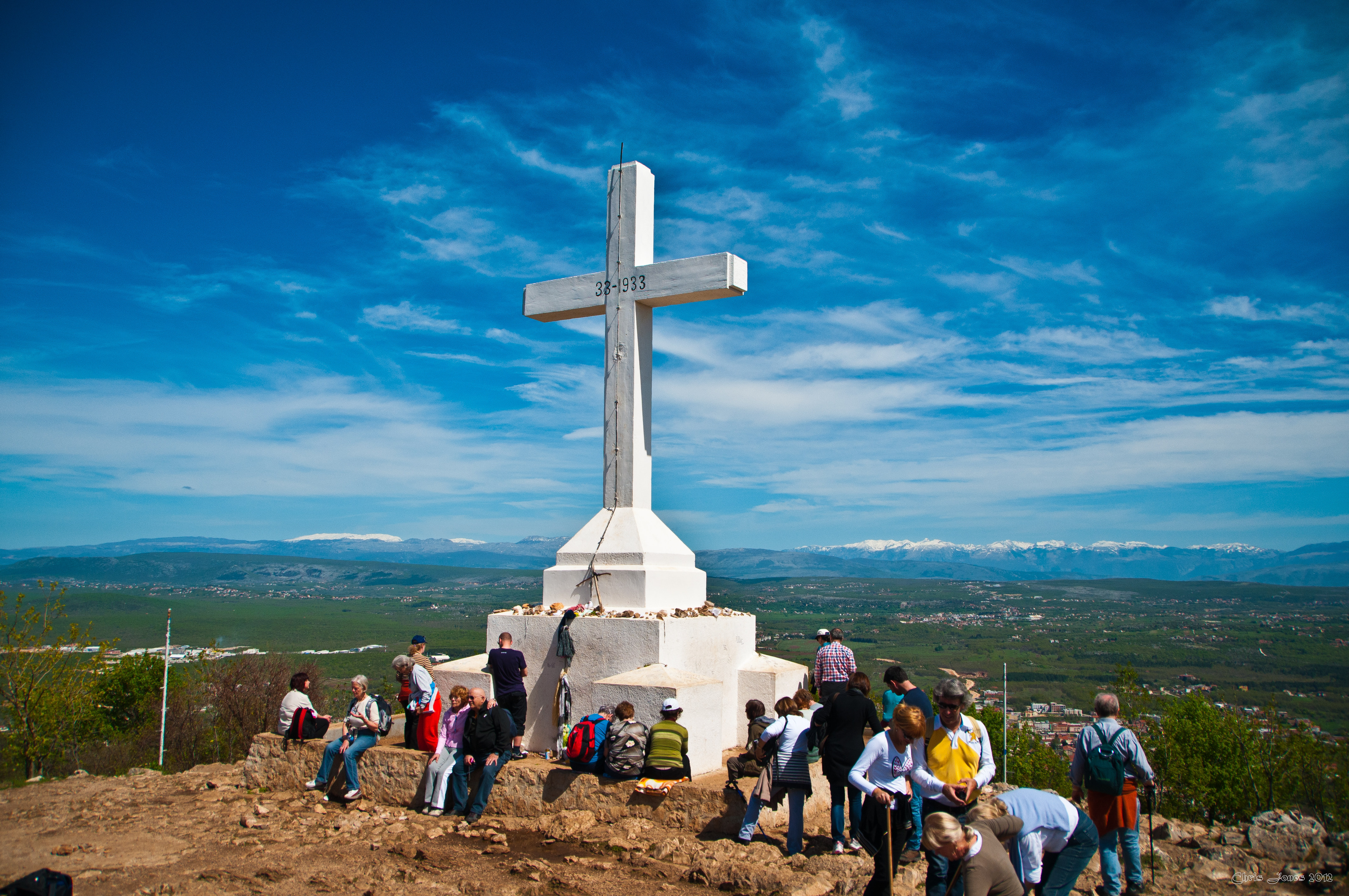
El monte Križevac (Monte de la Cruz)
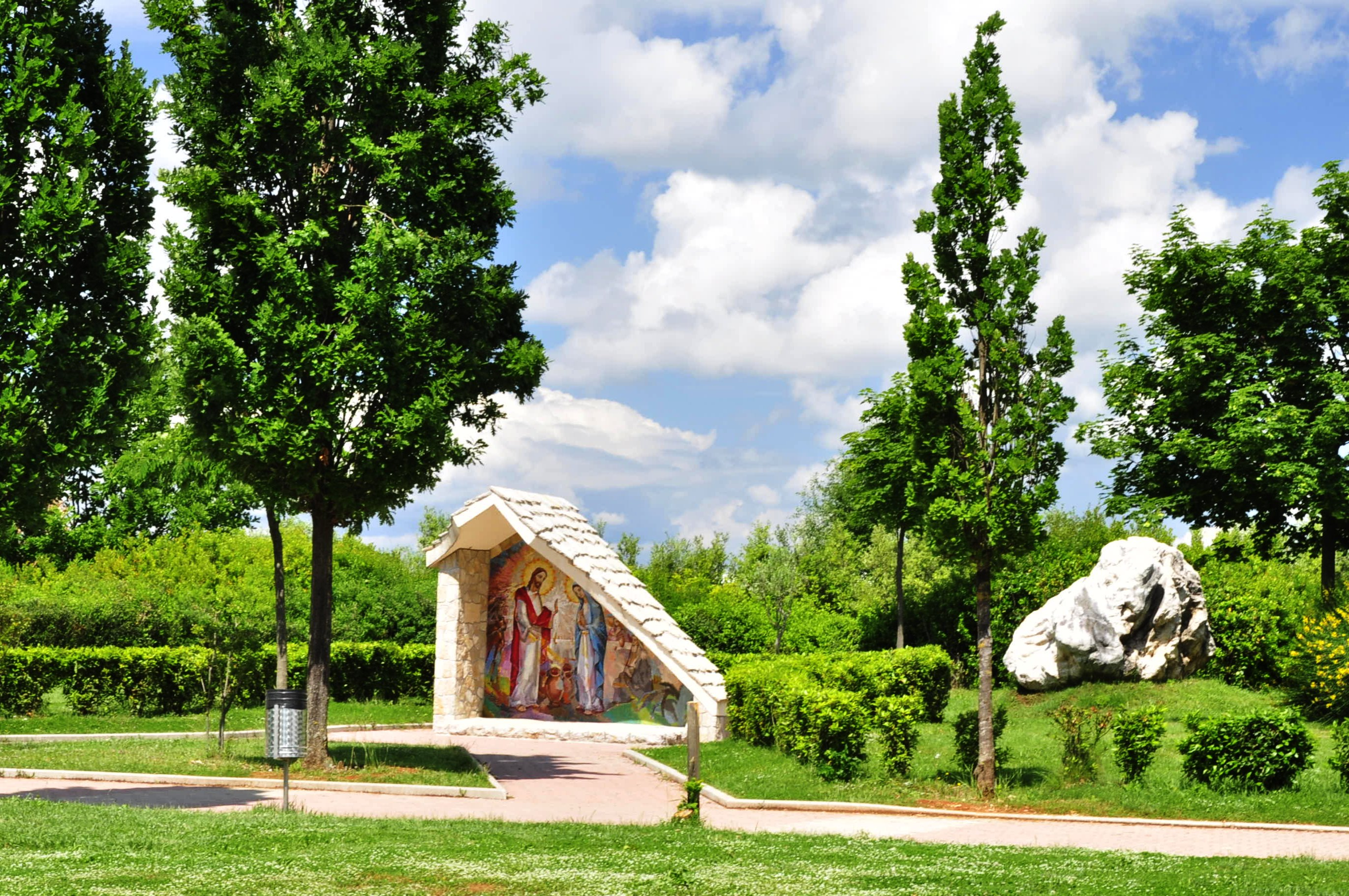
Una estación del Rosario en Međugorje